# Battaglia di Morotai
La battaglia di Morotai, parte della guerra del Pacifico, ebbe inizio il 15 settembre 1944 e continuò fino alla conclusione del conflitto mondiale nell'agosto 1945. I combattimenti ebbero inizio quando forze statunitensi ed australiane sbarcarono nel sudovest di Morotai, un'isola nelle Indie orientali olandesi, che serviva agli alleati come base di partenza per la liberazione delle Filippine. Le forze d'invasione erano di gran lunga numericamente superiori rispetto a quelle dell'Impero giapponese che difendevano l'isola e gli alleati raggiunsero i loro obiettivi in due settimane. Rinforzi giapponesi giunsero sull'isola tra settembre e novembre ma mancavano di rifornimenti per attaccare in maniera efficace gli alleati. I combattimenti proseguirono sporadicamente fino alla fine della guerra, con le forze giapponesi che subirono grandi perdite a causa di malattie e mancanza di cibo.
Morotai si trasformò in una base alleata poco dopo l'invasione e due grandi aeroporti furono costruiti e resi funzionanti già in ottobre, essi insieme ad altre infrastrutture ebbero un importante ruolo nella liberazione delle Filippine. Torpediniere ed aerei di base sull'isola attaccarono le forze giapponesi presenti in tutte le Indie orientali olandesi. Nel 1945 queste basi furono ampliate e vennero usate per supportare la campagna del Borneo, rimanendo importanti centri logistici e di comando fino a quando gli olandesi non ripreso il controllo.

## Preludio
Morotai è una piccola isola localizzata a nord di Halmahera nell'arcipelago delle Molucche nell'odierna Indonesia, la maggior parte dell'isola è montagnosa e coperta da giungla. Prima dello scoppio della guerra aveva una popolazione di circa 9 000 abitanti ed era governata dagli olandesi attraverso il sultanato di Ternate, nel 1942 i giapponesi la occuparono durante la Campagna delle Indie orientali olandesi, ma non la presidiarono né vi costruirono basi.
All'inizio del 1944 l'area diventò di importanza strategica per i giapponesi che iniziarono a costruire basi sulla vicina isola di Halmahera facendo diventare quest'ultima un'importante posizione per la difesa dell'approccio alle Filippine meridionali. Nel maggio 1944 la 32ª Divisione giapponese arrivò su Halmahera per difendere le sue nove piste aeree, dopo aver subito gravi perdite nell'affondamento di numerose navi, silurate da sottomarini statunitensi, che la stavano trasportando dalla Cina. Due battaglioni del 211º Reggimento fanteria furono inizialmente inviati a Morotai dove stava venendo costruito l'aeroporto nella piana di Doroeba, a causa di problemi nel drenaggio della pista la costruzione venne abbandonata ed entrambi i battaglioni fecero ritorno ad Halmahera a metà luglio. Gli alleati vennero a conoscenza, grazie ad intercettazioni radiofoniche, che Halmahera era fortemente difesa mentre Morotai non lo era.
Nel luglio 1944, il generale Douglas MacArthur, comandante delle forze alleate del Pacifico Sud-occidentale, selezionò Morotai per costruirvi basi aeree e navali per supportare la successiva invasione di Mindanao, pianificata per il 15 novembre. All'occupazione di Morotai fu dato il nome di Operazione Tradewind. Gli sbarchi furono pianificati per prendere luogo il 15 settembre, lo stesso giorno in cui la 1ª Divisione Marine doveva sbarcare su Peleliu, in modo tale che la Flotta statunitense del Pacifico potesse proteggere entrambe le operazioni da eventuali attacchi giapponesi.
In quanto gli alleati si aspettavano poca resistenza decisero di sbarcare vicino all'aeroporto nella piana di Doreba, due spiagge sulla costa sud-occidentale dell'isola furono selezionate e denominate Red Beach e White Beach. Il piano degli alleati prevedeva che i tre reggimenti della 31ª Divisione di fanteria avanzassero per occupare la piana di Doreba, ma visto che il resto dell'isola non aveva alcun valore strategico, non era prevista un'avanzata ulteriore alla creazione di un perimetro per la difesa degli aeroporti. Piani per la costruzione di altri aeroporti ed installazione navali furono preparati prima degli sbarchi e la posizione per queste basi fu decisa prima del 15 settembre.

### Schieramenti
Quando gli alleati sbarcarono su Morotai essa era difesa da circa 500 soldati giapponesi appartenenti per la maggior parte alla 2ª Unità provvisoria d'assalto che arrivò sull'isola tra il 12 ed il 19 luglio 1944 per rimpiazzare la 32ª Divisione. La 2ª Unità provvisoria d'assalto era formata da quattro compagnie composte da ufficiali giapponesi e soldati provenienti da Formosa. Altre piccole unità di fanteria, polizia militare ed unità di supporto erano presenti sull'isola. Il maggiore Takenobu Kawashima, comandante della 2ª Unità provvisoria d'assalto, schierò la sua unità nel settore sud-occidentale dell'isola ed inviò piccole unità a stabilire avamposti attorno alla costa di Morotai, il più grande di questi fu costruito su capo Sopi e presidiato da circa 100 soldati. Le truppe giapponesi sarebbero state numericamente scarse in caso di attacco alleato, venne quindi deciso di costruire basi fittizie e di usare altri stratagemmi per far pensare che Morotai fosse fortemente difesa.

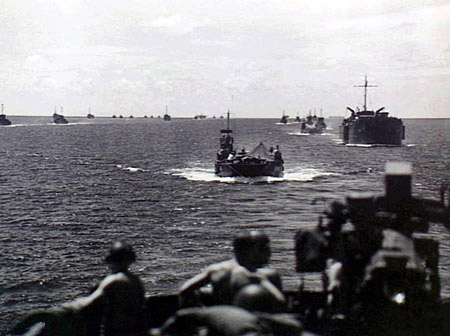
Mezzi da sbarco alleati mentre si avvicinano a Morotai

Le forze alleate assegnate all'invasione erano cento volte numericamente superiori a quelle giapponesi, il 20 agosto la Task Force Tradewind fu messa al comando del Maggior generale Charles P. Hall, essa era composta da 40 105 soldati dell'esercito statunitense e 16 915 membri dell'aviazione statunitense e aviazione australiana. La Task Force Tradewind era sotto il comando della 6ª Armata statunitense ed i suoi elementi combattenti erano, al comando del XI Corpo, la 31ª Divisione fanteria ed il 126º Reggimento della 32ª Divisione fanteria, la 6ª Divisione fanteria fu lasciata in riserva in Nuova Guinea. Il generale MacArthur accompagnò le forze da sbarco a bordo della USS Nashville ma non prese il comando diretto delle operazioni.

### Attacchi preliminari
Attacchi preliminari per eliminare l'aviazione giapponese nelle vicinanze di Morotai iniziarono nell'agosto 1944, l'intelligence alleata stimava che ci fossero 582 aerei giapponesi in un raggio di 640 km da Morotai e 400 di questi erano nell'area dell'obiettivo. Le forze aeree alleate iniziarono quindi attacchi sugli aeroporti di Halmaheras, Celebes, Ceram, Ambon, Boeroe mentre gli aerei partiti dalle portaerei statunitensi attaccarono le basi giapponesi su Mindanao ed eseguirono altri attacchi su Halmahera e Celebes. Questi attacchi ebbero successo e venne stimato che il 14 settembre erano rimasti solo 60 aerei nell'area di Morotai.
Per mantenere l'effetto sorpresa gli alleati non bombardarono Morotai prima dell'invasione e condussero solo qualche ricognizione fotografica. Una pattuglia dell'Allied Intelligence Bureau fu sbarcata sull'isola in giugno ma le informazioni che raccolse non furono trasmesse alla 6ª Armata che, anche se non aveva alcuna informazione sulle spiagge dello sbarco o sulle forze giapponesi, non lanciò essa stessa alcuna pattuglia di ricognizione per timore di allertare i giapponesi.
Il convoglio alleato partì da diverse basi nel nord-ovest della Nuova Guinea e, ad inizio settembre, condusse delle prove di sbarco ad Aitape e sull'isola di Wakde, l'11 settembre le navi alleate si raggrupparono nella baia di Maffin e fecero rotta per Morotai il giorno successivo raggiungendola la mattina del 15 senza essere individuata dai giapponesi.

## Sbarchi alleati

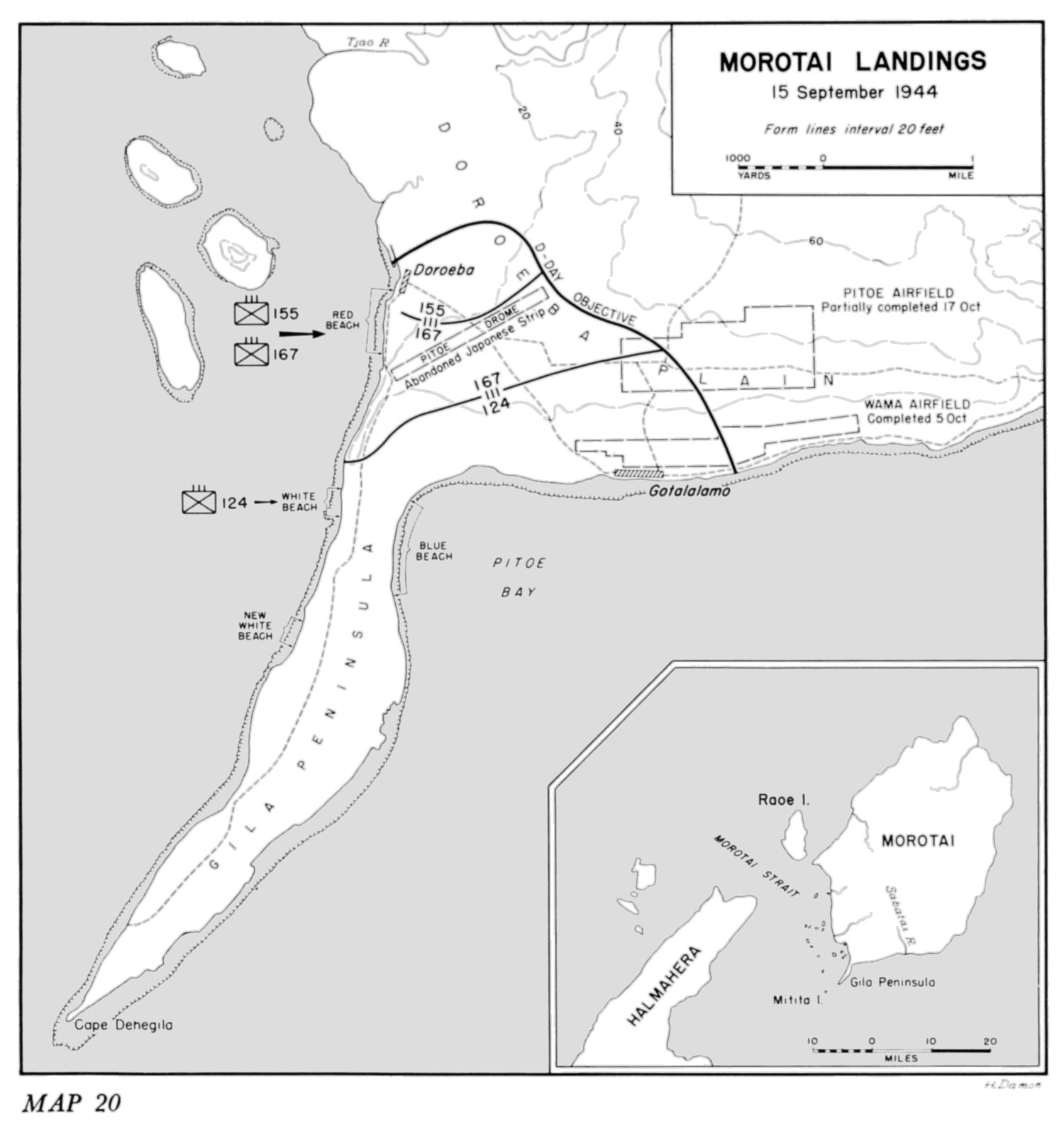
Gli sbarchi alleati del 15 settembre 1944

La battaglia di Morotai iniziò alle 6:30 la mattina del 15 settembre con le navi alleate che condussero un bombardamento di due ore nella zona dello sbarco per eliminare le forze giapponesi presenti, questo bombardamento fece andare in fiamme numerosi villaggi ma causò poche perdite ad i giapponesi che non avevano molte truppe schierate nella zona.
La prima ondata di truppe statunitensi sbarcò alle 8:30 e non incontrò alcuna resistenza, il 155º ed 167º Reggimento sbarcarono su Red Beach ed il 124° su White Beach. Una volta a terra le forze statunitensi avanzarono rapidamente nell'entroterra ed alla fine della giornata la 31ª Divisione raggiunse tutti i suoi obiettivi e stabilì un perimetro 1800 metri nell'interno dopo aver subito pochissime perdite, la 2ª Unità provvisoria d'assalto giapponese fu incapace di opporre alcuna resistenza e si ritirò nell'interno.
La 7ª Divisione aerea giapponese, basata su Ceram e Celebes, iniziò una serie di attacchi con scarso successo su Morotai.
La mancanza di resistenza fu una fortuna per gli alleati in quanto le spiagge scelte non erano adatte ad uno sbarco, entrambe erano fangose ed i mezzi da sbarco avevano difficoltà ad approcciarle per colpa di rocce sommerse e della barriera corallina, per questa ragione soldati ed equipaggiamento dovettero essere sbarcati più al largo, causando un ritardo nelle operazioni ed il danneggiamento di una gran parte dell'equipaggiamento. Come i suoi soldati, il generale MacArthur fu costretto a sbarcare con l'acqua che gli arrivava al petto, ma la mattina dello sbarco una perlustrazione trovò che la spiaggia della costa sud di Morotai era più adatta ad i LST, venne quindi deciso che questa spiaggia, denominata Blue Beach, diventasse, a partire dal 16 settembre, quella principale per lo sbarco.

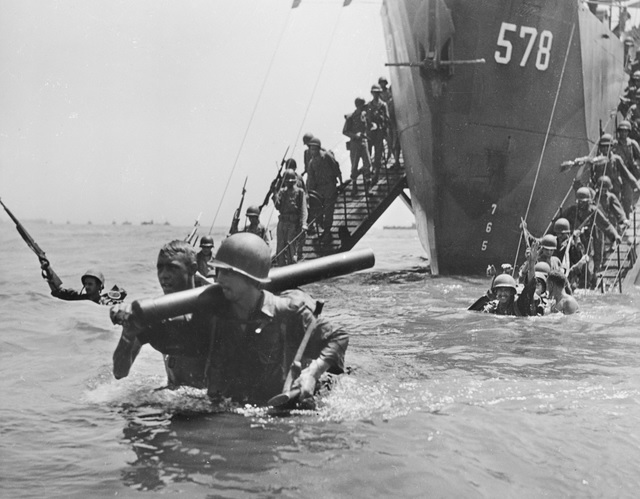
Soldati sbarcano nell'acqua alta il 15 settembre.

La 31ª Divisione continuò la sua avanzata nell'interno durante la giornata del 16 settembre incontrando pochissima resistenza e stabilì un perimetro intorno all'aeroporto quel pomeriggio. Dal 17 settembre il 126º Reggimento eseguì numerosi sbarchi su spiagge di Morotai e delle isole limitrofe per costruire stazioni radar e stabilire postazioni di osservazione, questi sbarchi furono per la maggior parte incontrastati fatta eccezione per quelli nel nord di Morotai. La 2ª Unità provvisoria d'assalto giapponese tentò, senza successo, di infiltrarsi nel perimetro statunitense durante la notte del 18 settembre.
Un distaccamento del NICA (Nederlandsch-Indische Civiele Administratie, in italiano: Amministrazione Civile delle Indie olandesi), responsabile per gli affari civili dell'isola, sbarcò il 15 settembre per ristabilire la sovranità olandese su Morotai. Molti nativi iniziarono a fornire informazioni sulle posizioni giapponesi su Morotai e Halmahera mentre altri fecero da guida alle pattugli statunitensi.

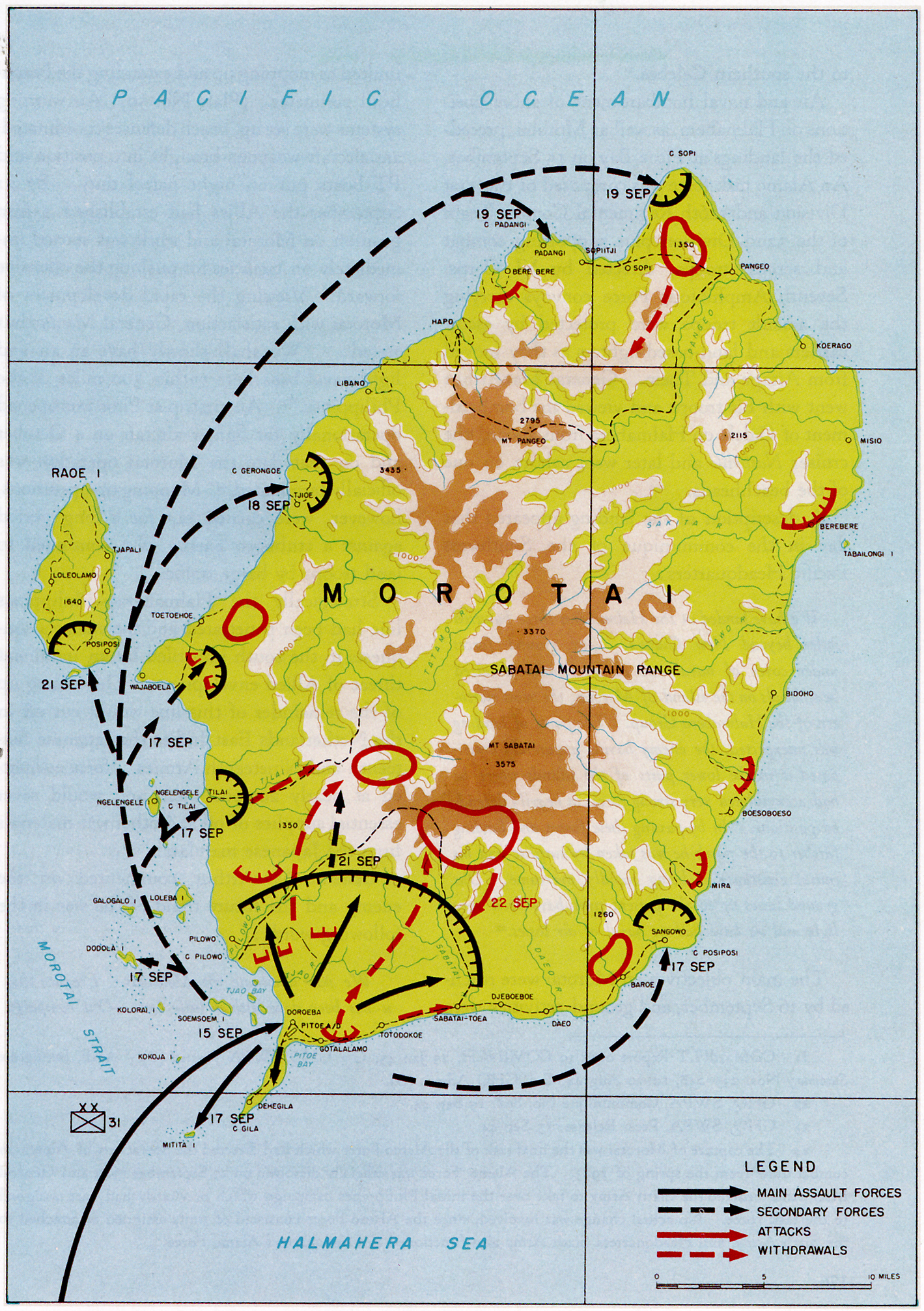
I movimenti delle forze alleate e giapponesi durante le prime settimana della battaglia di Morotai.

Il 20 settembre, la 31ª Divisione continuò l'avanzata nell'entroterra in quanto era necessario espandere il perimetro per poter accomodare le basi ed installazioni necessarie per l'ingrandimento dell'aeroporto deciso dal quartier generale di MacArthur's. Il 22 settembre i giapponesi attaccarono il 1º Battaglione del 167º Reggimento fanteria ma furono facilmente respinti, il giorno successivo una compagnia del 126º Reggimento attaccò senza successo un'unità giapponese in una posizione fortificata nei pressi di Wajaboeta sulla costa occidentale di Morotai. Il 24 settembre un nuovo attacco del 126º Reggimento riuscì a conquistare la posizione. Le forze statunitensi continuarono a pattugliare in modo intensivo l'isola che venne dichiarata sicura il 4 ottobre. Le perdite durante questa prima fase dell'occupazione di Morotai ammontaronoa 30 morti, 85 feriti ed 1 disperso per gli statunitensi e più di 300 morti e 13 prigionieri per i giapponesi.
La marina statunitense il 16 settembre stabilì sull'isola una base per motosiluranti quando le navi d'appoggio USS Oyster Bay (AGP-6) e USS Mobjack (AGP-7) arrivarono con il 9º, 10º, 18º e 33º squadrone e le loro 41 motosiluranti, la cui missione principale era impedire il movimento di truppe giapponesi da l'isola di Halmahera e Morotai stabilendo un blocco dello stretto tra le due.
Elementi della 31ª Divisione lasciarono Morotai nel novembre 1944 per catturare diverse isole vicino alla Nuova Guinea dalle quali i giapponesi potevano osservare i movimenti alleati, il 15 novembre 1 200 uomini del 2º Battaglione del 167º Reggimento sbarcarono sull'isola di Pegun ed il giorno successivo su quella di Bras. Le isole vennero dichiarate sicure il 18 novembre dopo che 172 soldati giapponesi della 36ª Divisione Fanteria furono eliminati. Il 19 novembre una forza di 400 uomini, costruita attorno alla compagnia F del 124º Reggimento fanteria, occuparono le isole Asia. Queste furono le prime operazioni supervisionate dalla 8ª Armata statunitense, su le isole occupate furono costruite postazioni radar e per navigazione a lungo raggio.

## Costruzione delle basi

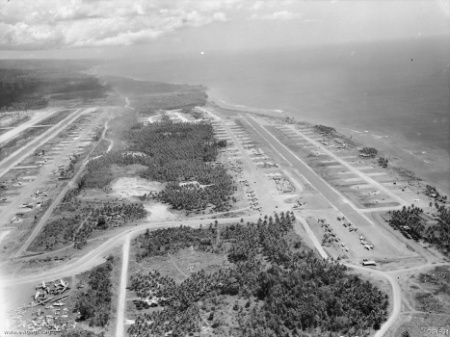
Wama Drome nell'aprile 1945

La rapida trasformazione di Morotai in una base militare era l'obiettivo principale dell'operazione ed i piani pre-invasione prevedevano la costruzione di 3 piste aeree in un periodo di quarantacinque giorni seguenti il 15 settembre, con la prima funzionante subito dopo lo sbarco. Il piano prevedeva anche la costruzione di infrastrutture per alloggiare e sostenere 60 000 appartenenti all'aviazione ed all'esercito, un ospedale con 1 900 posti letto, depositi di carburante e strutture portuali. Per costruire tutto ciò furono impiegati 7 000 genieri, dei quali l'84% era statunitense ed il rimanente 16% australiano.
Il lavoro iniziò prima che Morotai fosse dichiarata sicura, il 16 settembre, ispezioni dei siti previsti per la costruzione degli aeroporti stabilirono che la direzione prevista per la costruzione delle piste era impossibile da mantenere ed i piani per completare l'aeroporto giapponese furono cancellati in quanto avrebbe interferito con la costruzione dei nuovi. Esso fu invece ripulito ed usato come pista d'emergenza. I lavori sulla prima nuova pista (chiamata Wama Drome) iniziarono il 23 settembre, ed il 4 ottobre la prima pista di 1 500 metri fu resa operabile all'uso dei bombardieri pesanti per attacchi su Balikpapan nel Borneo. La costruzione dell'ancor più grande Pitu Drome, che doveva avere due piste parallele a quelle del Wama Drome, iniziarono a fine settembre ed il 17 ottobre aveva pronta una pista lunga 2 100 metri. I lavori furono accelerati a partire dal 18 ottobre quando la 3ª Flotta statunitense lasciò l'area per dare supporto diretto all'invasione di Leyte. Quando anche la seconda pista fu completata, l'isola diventò la base per 253 aerei di cui 174 erano bombardieri. Anche se la costruzione degli aeroporti richiese la distruzione di numerosi villaggi, circa 350 abitanti di Morotai aiutarono nella costruzione dopo essere stati reclutati dall'amministrazione olandese.
Una revisione dei piani alleati fecero assumere a Morotai un ruolo molto più importante nella liberazione delle filippine, l'invasione di Mindanao fu posposta nel settembre 1944 in favore di quella di Leyte a fine ottobre. Le basi aeree di Morotai erano quelle più vicine a Leyte quindi caccia e bombardieri partiti dall'isola furono impegnati in attacchi nelle Filippine meridionali e nelle Indie olandesi. Dopo la costruzione di aeroporti su Leyte, Morotai fu utilizzata come base intermedia per gli aerei diretti nell'isola filippina.

## Successive schermaglie

### Risposta giapponese
I giapponesi si resero conto che, se gli alleati avessero completato la costruzione degli aeroporti su Morotai, le loro posizioni nelle Filippine sarebbero state in pericolo. Per tentare di bloccare i piani alleati, i comandanti dell'esercito giapponese, inviarono, tra la fine di settembre e il novembre 1944, truppe dall'isola di Halmahera in rinforzo a quelle su Morotai. Questi rinforzi includevano la maggior parte del 211º Reggimento fanteria, il 3º Battaglione del 210º Reggimento fanteria ed altri tre distaccamenti d'assalto. Il comandante del 211º Reggimento, il colonnello Kisou Ouchi, assunse il comando di tutte le forze giapponesi su Morotai il 12 ottobre. Gli alleati, grazie ad intercettazioni radio, riuscirono spesso ad anticipare i movimenti di truppe giapponesi e le motosiluranti distrussero un grande numero di trasporti giapponesi. Ciononostante gli alleati furono incapaci di permettere ad i giapponesi di rinforzarsi.

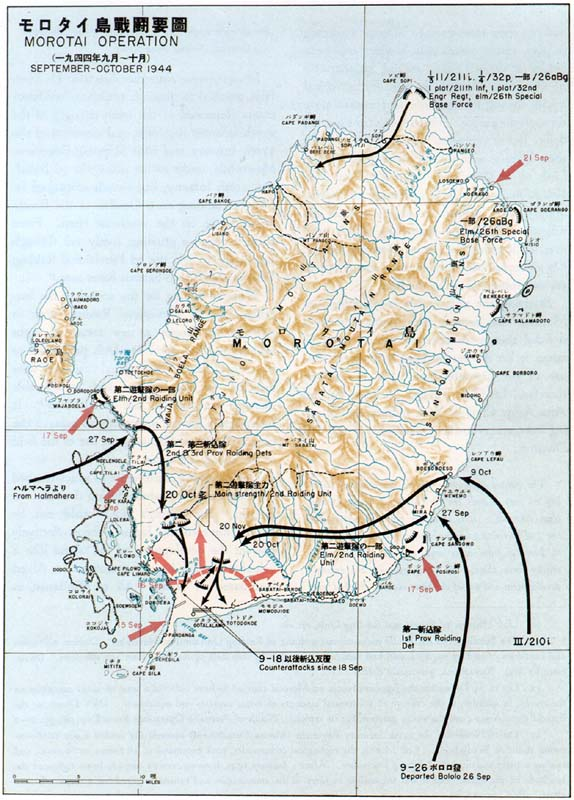
Gli sbarchi ed i movimenti delle truppe giapponesi

Le controffensive giapponesi furono comunque inefficaci, le truppe di rinforzo furono piagate da diverse malattie e risultò impossibile trasportare i rifornimenti necessari attraverso il blocco aeronavale alleato. Come risultato, mentre la 2ª Unità provvisoria d'assalto giapponese condusse diversi attacchi al perimetro alleato, i nuovi rinforzi furono incapaci di condurre attacchi efficaci ad impedire la costruzione delle basi alleate. Le forze giapponesi si ritirarono quindi nella parte centrale dell'isola, dove molti soldati morirono di fame e malattie. Gli ultimi rifornimenti giapponesi partiti da Halmahera raggiunsero Morotai il 12 maggio 1945.
Nel tardo dicembre 1944, il 136º Reggimento della 33ª Divisione di fanteria statunitense fu portato su Morotai dalla Nuova Guinea per attaccare il 211º Reggimento giapponese nell'ovest dell'isola. Dopo essere sbarcati sulla costa ovest, gli statunitensi avanzarono nel territorio occupato dai giapponesi durante la giornata del 26 dicembre, il 136º Reggimento fu supportato da un battaglione del 130º Reggimento che avanzò via terra dalla piana di Doreba, da artiglieria posizionata sull'isola di Ngelengele da un centinaio di nativi. Anche il 3º Battaglione del 167º Reggimento della 31ª Divisione partecipò all'azione ed esegu' una difficile marcia dal sud nel interno di Morotai per impedire che i giapponesi disperdessero nelle montagne.
Ad inizio gennaio 1945, le forze statunitensi determinarono che due battaglioni del 211º reggimento giapponese si trovavano a circa 6 km a nord del perimetro alleato. Il 3 gennaio 1945 iniziò un attacco alle posizioni giapponesi, con il 1º e 2º Battaglione del 136º Reggimento che avanzarono da sud-ovest incontrando forte resistenza. Il giorno successivo gli statunitensi ripresero l'attacco e, con il supporto di un massiccio bombardamento d'artiglieria, e raggiunsero gli obiettivi nel pomeriggio. Nel frattempo il 3º Battaglione de 136º Reggimento fanteria statunitense, avanzando da nord, distrusse il 3º Battaglione del 211º Reggimento giapponese che era posizionato sulla costa in attesa di ricevere rifornimenti da Halmahera ed aveva lanciato diversi attacchi contro la testa da sbarco del battaglione statunitense.
Il 5 gennaio, con il 1º e 2º Battaglione avanzanti da ovest e sud-ovest ed il 3º Battaglione da nord, il 136º Reggimento portò a termine l'attacco alle posizioni giapponesi. Il 1º e 2º Battaglione continuarono ad inseguire le forze giapponesi che stavano ritirandosi verso nord fino al 14 gennaio, quando il 136º Reggimento dichiarò di aver ucciso 870 e catturato 10 giapponesi subendo da parte sua la perdita di 46 morti e 127 feriti. Il 3º Battaglione del 167º Reggimento fanteria si incontrò con il 136° il 7 gennaio, dopo che aveva distrutto la principale stazione radio giapponese dell'isola il 4 gennaio.. A metà gennaio il 136º Reggimento si ricongiunse al resto della 33ª Divisione che stava per prendere parte agli sbarchi alleati su Luzon.

## Conseguenze

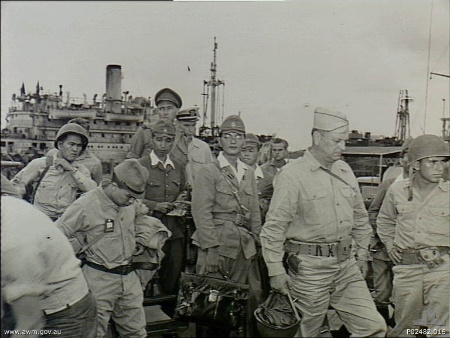
Il comandante giapponese Halmahera sbarca a Morotai per arrendersi alla 93ª Divisione statunitense

Morotai rimase un'importante base alleata anche dopo la liberazione di Leyte, aerei della Thirteenth Air Force statunitense e della Australian First Tactical Air Force con base sull'isola continuarono ad attaccare le Indie orientali olandese e le Filippine meridionali fino alla fine della guerra. Da aprile 1945 fu anche usata dal 1º corpo australiano per attaccare il Borneo. Genieri dell'esercito australiano ampliarono le basi per supportare questa nuova operazione e, visto il gran numero di truppe, gli australiani costruirono un nuovo campo al di fuori del perimetro di quello statunitense.
Morotai fu la scena di numerose cerimonie di resa successive alla resa del Giappone, circa 660 soldati su Morotai si arresero agli alleati il 15 agosto. La 93ª Divisione fanteria accettò anche la resa di 40 000 giapponesi rimasti sull'isola di Halmahera quando, il 26 agosto, una motosilurante portò il comandante giapponese su Morotai. Il 9 settembre 1945, il generale australiano Thomas Blamey accettò la resa della 2ª Armata giapponese. Inoltre, il 18 dicembre 1974, il soldato Teruo Nakamura, uno degli ultimi soldati fantasma giapponesi ad arrendersi, si arrese a personale dell'aeronautica indonesiana.
Le installazioni su Morotai continuarono ad essere usate dagli alleati nei mesi successivi alla fine della guerra, le forze australiane furono responsabili dell'occupazione e l'amministrazione delle Indie orientali olandesi fu effettuata dall'isola fino al aprile 1946, quando gli olandesi ristabilirono il governo coloniale. Inoltre sull'isola, australiani ed olandesi tennero dei processi per crimini di guerra compiuti da personale giapponese.